# Sebastián Tagliabué
Sebastián Lucas Tagliabué (* 22. Februar 1985 in Olivos, Buenos Aires) ist ein in Argentinien geborener Fußballspieler, der die Staatsbürgerschaft der Vereinigten Arabischen Emirate erlangt hat.

## Karriere

### Atlético Colegiales
Seine Profikarriere startete Tagliabué bei Atlético Colegiales in der vierten argentinischen Liga. Der Argentinier blieb fünf Jahre dort und half dem Verein zur Meisterschaft.

### Everton de Viña del Mar
Trotz Interesse höherklassiger Vereine aus Argentinien heuerte Tagliabué bei Everton de Viña del Mar im Nachbarland Chile an. Sein Debüt erfolgte beim 5:5 gegen Deportes La Serena. In diesem Spiel erzielte Tagliabué drei Tore.

### Deportes La Serena
Nach nur einer Saison folgte der ligainterne Wechsel zu Deportes La Serena. Tagliabué bestritt 27 Ligaspiele und erzielte 12 Tore.

### Once Caldas
Es folgte der Wechsel zu Once Caldas. Beim kolumbianischen Erstligisten absolvierte er nur fünf Spiele.

### al-Ettifaq
Abermals zog es ihn ins Ausland. Beim saudischen Erstligisten al-Ettifaq blieb er zwei Spielzeiten und schoss einige Tore. Dies blieb von der großen Ligakonkurrenz nicht unbeachtet.

### al-Shabab
Daraufhin wurde er vom saudischen Großklub al-Shabab unter Vertrag genommen. Der Argentinier konnte seine Torgefährlichkeit weiter unter Beweis stellen und wurde mit 19 Treffern in 25 Spielen Torschützenkönig.

### al-Wahda
Im Juli 2013 verließ Tagliabué Saudi-Arabien und wurde von al-Wahda für fünf Jahre verpflichtet. In seiner Debütsaison erzielte er 28 Tore in 25 Spielen und wurde zweitbester Torschütze der Liga. In der Saison 2015/16 wurde er nicht nur Torschützenkönig, sondern gewann auch den „UAE Foreign Player of the Year“-Award. In der Saison 2018/19 wurde er erneut mit 27 Treffern Torschützenkönig der UAE Arabian Gulf League. Dort gewann er außerdem jeweils zweimal den UAE Arabian Gulf Cup sowie den UAE Arabian Gulf Super Cup.

### al-Nasr
Von 2020 bis 2022 war Tagliabué für den Ligarivalen al-Nasr aktiv und erzielte in 50 Pflichtspielen 20 Treffer.

### al-Wahda
Am 1. Juli 2022 nahm ihn sein ehemaliger Verein al-Wahda erneut unter Vertrag. 

### Sharjah FC
Nach einem Jahr ging er für eine Saison zum Sharjah FC.

## Nationalmannschaft
Von 2020 bis 2023 lief Tagliabué für die Nationalmannschaft der Vereinigten Arabischen Emirate auf, nachdem er deren Staatsangehörigkeit erlangt hatte.

## Erfolge
- UAE Arabian Gulf Cup: 2016. 2018
- UAE Arabian Gulf Super Cup: 2017, 2018

## Auszeichnungen
- Torschützenkönig der Saudi Professional League: 2012/13
- Torschützenkönig der UAE Arabian Gulf League: 2015/16, 2018/19
- UAE Foreign Player of the Year-Award: 2015/16